# Cantó d'Ussel Est
El cantó d'Ussel Est és un cantó francès del departament de la Corresa, situat al districte d'Ussel. Té 5 municipis i part del d'Ussèl.

## Municipis
- Mestas
- Sent Sepieri
- Sent Frejolh
- Valhergas
- Sent Estefe deus Chaus
- Ussèl

## Història
| Data d'elecció                           | Identitat      | Partit           | Qualitat |
| ---------------------------------------- | -------------- | ---------------- | -------- |
| 1967-1998                                | Henri Belcour  | RPR              |          |
| 1998-                                    | Pierre Gathier | RPR, després UMP |          |
| les dades anteriors no són pas conegudes |                |                  |          |
|                                          |                |                  |          |

| 1962 | 1968 | 1975 | 1982 | 1990 | 1999 | 2006  |
| ---- | ---- | ---- | ---- | ---- | ---- | ----- |
| -    | -    | -    | -    | -    | -    | 7.066 |